# Зубр Капитал
Зубр Капитал — международная инвестиционная компания, управляющая фондами прямых инвестиций. «Зубр Капитал» инвестирует в разные секторы экономики, включая телекоммуникации, информационные технологии, банковскую и финансовую сферы, инновационные технологии. Была основана в 2010 году, специализируется на инвестициях в капитал компаний, с последующим их развитием и дальнейшим выходом через 5-7 лет.

## Инвестиции
Инвестиционная компания «Зубр Капитал» привлекала инвестиции таких институциональных инвесторов и компаний, как Европейский банк реконструкции и развития,Голландский фонд развития (FMO).

#### Фонд SMH
В 2010 году в рамках Зубр Капитал был создан первый Фонд SMH объёмом 70 миллионов USD, куда вошли такие компании, как
- Атлант Телеком (телекоммуникации)
- МТБанк (банковский сектор)
- АтлантКонсалт (IT консалтинг)
- Школа Робототехники (образование)[2].

В марте 2015 компания состоялся первый «выход» «Зубр Капитал» из портфельной компании МТБанк.
В ноябре 2016 Зубр Капитал и Европейский Банк Реконструкции и Развития (ЕБРР) совершили сделку выхода из телекоммуникационной компании «Атлант Телеком». Новым собственником стал холдинг A1 Telekom Austria Group.

#### Фонд Zubr Capital Fund I
В августе 2016 года «Зубр Капитал» запустил второй фонд Zubr Capital Fund I. Сумма первого закрытия была зафиксирована на уровне 50 млн USD, ключевыми инвесторами фонда выступили Европейский банк реконструкции и развития и компания Wargaming.
В портфеле фонда Zubr Capital Fund I:
- СофтКлуб (банковское ПО)[7].
- 21vek.by (e-commerce)[1].
- av.by (классифайд авто)[10].
- realt.by (классифайд недвижимости)
- Uniflex (флексоупаковка)[11].
- доля в белорусском контуре группы компаний Softline[12].
- Targetprocess[13]
- MediaCube[14]
- ГК «Мила» (ритейл)[15]
- Myfin Group (соучредитель – Сергей Аникушин).[16]
- OHI-S (платформа для обучения стоматологов).

#### Фонд Zubr Capital Fund II
В 2022 году «Зубр Капитал» запустил третий фонд Zubr Capital Fund II, который будет инвестировать в восточноевропейские IT-компании, развивающие свой бизнес в Западной Европе и США. Сумма первого закрытия – 96 млн $ . 